# Meyer Bockstein
Meyer Bockstein (Moscou, 4 de outubro de 1913 – 2 de maio de 1990) foi um topologista russo.